# Ergny
Ergny – miejscowość i gmina we Francji, w regionie Hauts-de-France, w departamencie Pas-de-Calais.
Według danych na rok 1999 gminę zamieszkiwały 173 osoby, a gęstość zaludnienia wynosiła 18 osób/km² (wśród 1549 gmin regionu Nord-Pas-de-Calais Ergny plasuje się na 1024. miejscu pod względem liczby ludności, natomiast pod względem powierzchni na miejscu 366.).